# Xochiatipan (kommun)
Xochiatipan är en kommun i Mexiko.   Den ligger i delstaten Hidalgo, i den sydöstra delen av landet, 180 km nordost om huvudstaden Mexico City. Antalet invånare är 18 157.
Följande samhällen finns i Xochiatipan:
- Xochiatipan
- Chiapa
- Nanayatla
- El Zapote
- Tenexhueyac
- Xilico
- Cocotla
- Nuevo Coyolar
- Hueyajtetl
- Ixtakuatitla
- Amolo
- Tectzonquiliapa